# Fanny Blankers-Koen Games
Fanny Blankers-Koen Games – mityng lekkoatletyczny organizowany rokrocznie od roku 1981 w holenderskim Hengelo. Zawody są poświęcone pamięci wybitnej holenderskiej biegaczki Fanny Blankers-Koen. W latach 1988–2000 impreza nosiła nazwę Adriaan Paulen Memorial. Obecnie mityng zaliczany jest do cyklu IAAF World Challenge Meetings. Dotychczas podczas mityngu pobito pięć rekordów świata. Zawody odbywają się na stadionie im. Fanny Blankers-Koen, a od 2008 roku noszą skróconą nazwę FBK-Games.